# Stazione di Arbia
La stazione di Arbia è una stazione ferroviaria posta sulla linea Siena-Chiusi. Serve la località di Arbia, frazione del comune di Asciano.